# 變格定弦
變格定弦（義大利語：Scordatura）是一種運用於絃樂器的寫作技術。作曲家要求絃樂演奏者將樂器定絃至與慣常不同的音高。從而拉奏出獨奏的聲調，尤其是在表演不協調和絃、泛音或以正常方式不能製造的和絃組合等。
變格定弦並非近代音樂才會採用的手法，早於巴洛克時代，巴赫、韋華第、比貝爾等人已經運用。尤其是用於維奧爾琴上，因為它擁有多條絃線，為了方便演奏及令演奏者用較容易的指法去彈奏，便會將個別的絃線高音作出調整。後來便推至提琴類的樂器，包括小提琴和大提琴等。

## 記譜法
為免令演奏者不適應變格定絃後，不同音高的新指法，作曲家都會在樂譜上以標示音來代替實音，原理就如單簧管手或圓號手一樣，將已變格定絃的樂器當成移調樂器，樂手只需沿用慣性的指法，便能獲得新的音高。而針對只有個別絃線被變格定絃，樂譜則會較多出現變化音記號。
不過，作曲家有時或只要求部份絃線作變格定絃，在這情況下，會有幾種處理方式：
- 如聖桑的《骷髏之舞》，為了要突出I絃中的E♭5空絃音（第82－85小節），他指示所有高於E♭5的音都要在II絃（A絃，第93小節）上拉奏，如此，樂譜便不用作移調處理。

- 第二種方法，是在五線譜上採用混合模式，即同一行五線譜上，既有實音，也有轉調音，然後靠每行開頭的臨時調號去標示，如比貝爾的《玫瑰經奏鳴曲》，調號便出現既有C#5、G#5，但亦出現C♮4、G♮4的奇怪表述。

這方法的好處正正是演奏者不用理會琴絃如何轉變，他只需要沿用正常的指法便可以把所有音都拉對，但由於慣性，演奏者對於這種特殊的調號也不太習慣。
- 由第二種方法，可以再引伸出另外的記譜方法。例如記譜時使用正常的調號及標示音，但當涉及拉奏被變格定弦的絃線時，便在相應樂譜的上端標出實質要求的音；甚至是索性用雙五線譜，一條只記錄正常的音符，另一條則只記錄經變格定弦的音符，然後利用符桿將兩行五線譜串連起來，但這種方法對於習慣只看單五線譜的絃樂手來講非常不便。
- 至於近代的作曲家，對變格定弦的寫法亦各有不同，較常見的做法是以不同形狀的符頭來表示由變格定弦所產生的音高，並在樂譜開頭的注釋頁中清楚交待，這樣便避免了不少的誤解。

## 著名運用例子

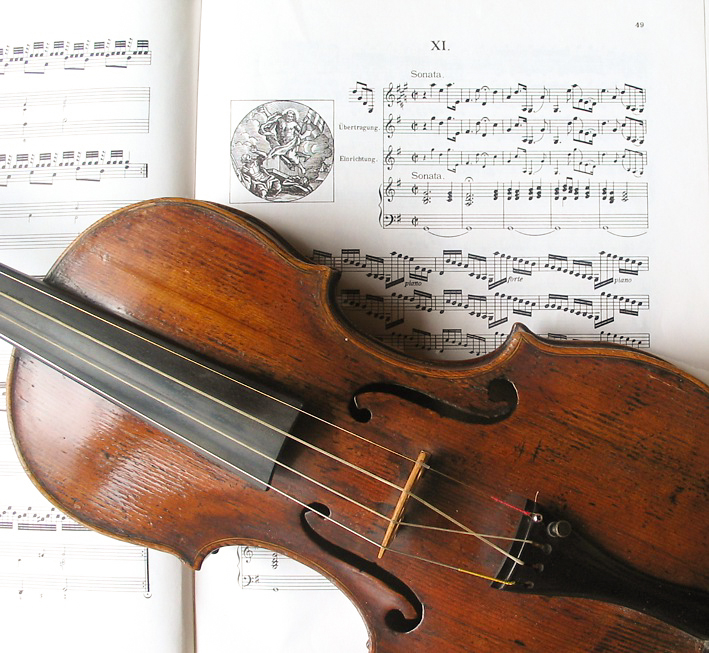
比貝爾的第11首《玫瑰經奏鳴曲》，中間兩條絃線需調換位置來拉奏。

### 小提琴
- 巴赫：《第1號勃蘭登堡協奏曲》中的高音小提琴，現時皆以小尺碼小提琴再將絃線調高。定絃為B♭3，F4，C5和G5[1]。
- 比貝爾：《玫瑰經奏鳴曲》，一套15首的小提琴與古鍵琴的奏鳴曲，除了第1和15首外，其餘的都運用了變格定弦。第11首更要求演奏者將A絃和D絃的位置調換。
- 韋華第：小提琴協奏曲，作品9-6，G3升高為A3。
- 海頓：《第60號交響曲》及《第67號交響曲》個別樂章要求小提琴將G3調低為F3。
- 聖桑：交響詩《骷髏之舞》，小提琴獨奏中E5被降為E♭5。
- 馬勒: 《第4號交響曲》，第2樂章中小提琴獨奏需調高至A3，E4，B4和F#5[2]。
- 博古斯拉夫·舍费尔（Bogusław Schaeffer）：《第4號小提琴協奏曲》，獨奏者共需要三支小提琴，第一支為正常調音；第二支則為G3，A♭3，A4及B4；第三支則為D4，E♭4，E5及F5。
- 譚盾：水之受難曲—第2部份第6樂章，與大提琴於部份絃線上被調低。

### 中提琴

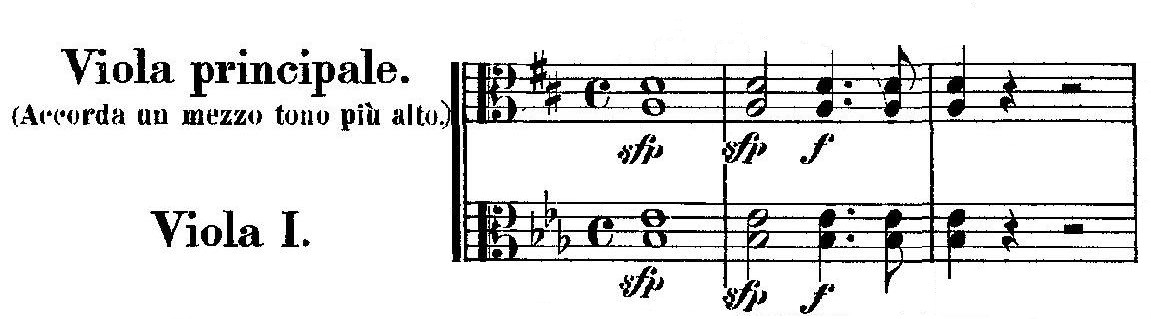
莫扎特《小提琴與中提琴交響複協奏曲》的頭三小節，獨奏中提琴和第1中提琴拉奏相同的音，但因獨奏中提琴使用了變格定弦，兩者的記譜法並不相同。

- 莫扎特：《小提琴與中提琴交響複協奏曲》，KV364，中提琴獨奏須將各絃線調高小二度，定絃為D♭3，A♭3，E♭4和B♭4[3]。

### 大提琴
- 巴赫：《第5號大提琴組曲》，第1絃由A3調低至G3。
- 克拉姆（英语：George Crumb）：《鯨之聲》（Vox Balaenae），電子大提琴定絃為B1，F#2，D#3及A3。
- 譚盾：水之受難曲—第2部份第6樂章，與小提琴於部份絃線上被調低。

### 吉他
- 多明尼可尼（英语：Carlo Domeniconi）：《牧羊人組曲》（Koyunbaba），作品19，作曲家將吉他的六條絃調為C#2，G#2，C#3，G#3，C#4，E4，特意將吉他模倣為土耳其的民族樂器薩茲琴的聲音。

### 參照
1. ↑   （页面存档备份，存于） 國際樂譜典藏計劃提供的高音小提琴分譜。
2. ↑   （页面存档备份，存于） 國際樂譜典藏計劃提供的小提琴分譜，第6頁有指示。
3. ↑   （页面存档备份，存于） 國際樂譜典藏計劃提供的總譜，首頁標示中提琴使用D大調譜號，其他樂器則沿用E♭大調譜號。